# Stenandrium warneckei
Stenandrium warneckei är en akantusväxtart som först beskrevs av Spencer Le Marchant Moore, och fick sitt nu gällande namn av K. Vollesen. Stenandrium warneckei ingår i släktet Stenandrium och familjen akantusväxter. Inga underarter finns listade i Catalogue of Life.